# Benjamin Graham
Pour les articles homonymes, voir Graham.
Benjamin Graham (Londres, 8 mai 1894 – 21 septembre 1976), économiste, entrepreneur et investisseur américain du XXe siècle. Il est largement reconnu comme l'un des pères du value investing ou l'investissement dans des actions dépréciées, et Warren Buffett, un des hommes les plus riches du monde, le considère comme sa principale influence en investissement.

## Biographie
Graham obtient son diplôme de l'université de Columbia en 1914, dans la foulée il entre dans une société de courtage en bourse où il est coursier. Son premier succès boursier est obtenu très tôt, lorsqu'il achète des actions d'un conglomérat minier mis en liquidation, Graham avait calculé que la somme des différentes parties présentait une valeur bien supérieure au cours de bourse. Plusieurs années plus tard, il devient associé au sein d'un cabinet et obtient très vite un revenu annuel de 500 000 $ ce qui est énorme pour l'époque.
En 1926, il crée un fonds d'investissement en s'associant avec Jerome Newman. Au cours des 30 années qui ont suivi, son fonds d'investissement a généré un rendement annuel moyen de 17 %.
En 1928, Graham commence à enseigner l'investissement dans la valeur à la Columbia Business School.
Le krach de 1929 lui fait perdre une grande partie de sa fortune personnelle mais sa société survit surtout grâce à l'aide de ses amis et la vente de certains biens personnels. Graham tire de précieux enseignements de ce krach et affine encore son approche de l'investissement dans la valeur ("value investment" dans la littérature anglophone).
Alors âgé de seulement 39 ans, il a contribué au Securities Exchange Act de 1933, la première loi à exiger des sociétés cotées de fournir des relevés comptables certifiés par des commissaires aux comptes indépendants.
En 1934, Graham écrit son premier livre, intitulé Security Analysis en collaboration avec David Dodd, ce livre est devenu une bible pour les investisseurs. Il explique comment un investisseur peut obtenir des rendements satisfaisants s'il est en mesure d'évaluer à peu près une entreprise sur base de ses états financiers. 
En 1949, parait « L'investisseur Intelligent » qui est selon Warren Buffett « le meilleur livre jamais écrit sur l'investissement ». Dans cet ouvrage, les lecteurs font la connaissance de Monsieur Le Marché un maniaco-dépressif qui représente entre autres la bourse, ensuite, les lecteurs de ce livre font aussi la connaissance de la marge de sécurité et de la différence entre l'investissement et spéculation. Graham classe aussi les investisseurs en deux grandes classes : les défensifs et les entreprenants.

## Œuvre

### Livres
- Security Analysis, editions 1934[1], 1940[2], 1951[3] and 1962[4] and 1988[5] and 2008[6]  (ISBN 978-0-07-159253-6)
- The Intelligent Investor, editions 1949[7], reprinted in 2005; 1959[8], 1965[9], 1973[10] with many reprints since
- Storage and Stability: A Modern Ever-normal Granary, New York: McGraw Hill. 1937  (ISBN 0-07-024774-9)[11]
- The Interpretation of Financial Statements, 1937, 2nd Edition
- World Commodities and World Currency, New York & London, McGraw-Hill Book Company. 1944  (ISBN 0-07-024806-0)
- Benjamin Graham, The Memoirs of the Dean of Wall Street (1996)  (ISBN 978-0-07-024269-2)[12]

### articles
- ——— et Graham, Benjamin, « Some Calculus Suggestions by a Student », The American Mathematical Monthly, Vol. 24, No. 6, vol. 24, no 6,‎ 1917, p. 265–271 (DOI 10.2307/2973181, JSTOR 2973181)
- Benjamin ———, « The Critique of Commodity-Reserve Currency: A Point-by-Point Reply », The Journal of Political Economy, vol. 51, no 1,‎ 1943, p. 66–69 (DOI 10.1086/255988, JSTOR 1826594)
- ——— et Graham, Benjamin, « The Undistributed Profits Tax and The Investor », The Yale Law Journal, Vol. 46, No. 1, vol. 46, no 1,‎ 1946, p. 1–18 (DOI 10.2307/791630, JSTOR 791630)
- ———, « Money as Pure Commodity », American Economic Review, vol. 37, no 2,‎ 1947, p. 304–307 (JSTOR 1821137)
- ———, « National Productivity: Its Relationship to Unemployment-in-Prosperity », American Economic Review, vol. 37, no 2,‎ 1947, p. 384–396 (JSTOR 1821149)
- ——— et Graham, Benjamin, « Some Investment Aspects of Accumulation Through Equities », The Journal of Finance, Vol. 17, No. 2, vol. 17, no 2,‎ 1962, p. 203–214 (DOI 10.2307/2977419, JSTOR 2977419)
- ———, In Search of Monetary Constitution, Cambridge, MA, Harvard University Press, 1962, 184–214 p., « The Commodity-Reserve Currency Proposal Reconsidered »

## Divers
- Notices d'autorité :   - VIAF
  - ISNI
  - BnF (données)
  - IdRef
  - LCCN
  - GND
  - Italie
  - Japon
  - CiNii
  - Belgique
  - Pays-Bas
  - Pologne
  - Israël
  - NUKAT
  - Catalogne
  - Norvège
  - Tchéquie
  - Lettonie
  - WorldCat
 Méthodologie de Benjamin Graham
- Biographie complète de Benjamin Graham sur le blog des Daubasses
- Benjamin Graham, père de l'analyse financière